# Torban (Khetri Leikai)
Torban (Khetri Leikai) là một thị trấn thống kê (census town) của quận Imphal East thuộc bang Manipur, Ấn Độ.

## Nhân khẩu
Theo điều tra dân số năm 2001 của Ấn Độ, Torban (Khetri Leikai) có dân số 4553 người. Phái nam chiếm 48% tổng số dân và phái nữ chiếm 52%. Torban (Khetri Leikai) có tỷ lệ 83% biết đọc biết viết, cao hơn tỷ lệ trung bình toàn quốc là 59,5%: tỷ lệ cho phái nam là 90%, và tỷ lệ cho phái nữ là 76%. Tại Torban (Khetri Leikai), 9% dân số nhỏ hơn 6 tuổi.